# Lago Shōji
Il lago Shōji (精進湖, Shōji-ko) è uno dei cinque laghi situati nella città di Fujikawaguchiko, nella prefettura giapponese di Yamanashi, alle pendici del Fuji. Fa parte del Parco nazionale Fuji-Hakone-Izu. In passato gli esploratori inglesi che esplorarono l'area nell'era Meiji definirono il lago come "Svizzera d'Oriente", ammirando la vista del Monte Fuji all'orizzonte e paragonandola con quella delle Alpi europee.
Il lago Shōji è il più piccolo di tali laghi in termini di superficie ed è terzo per profondità, con una profondità media di 15,2 metri. Si erge a circa 900 metri s.l.m., alla pari del lago Motosu e del lago Sai, a conferma del fatto che un tempo i tre laghi costituivano un unico bacino lacustre, poi frazionatosi a seguito di un'eruzione vulcanica avvenuta intorno all'864-868 d.C. I resti di questa colata lavica si trovano oggi al di sotto della foresta Aokigahara e ci sono prove che dimostrerebbero come questi laghi siano tuttora in collegamento tra loro grazie a dei canali sotterranei.
L'acqua del lago è piuttosto torbida e con un colorito verdastro impartito dalle alghe e dal plancton. Vi si pesca la carpa giapponese e una delle principali attività turistiche è proprio la pesca sportiva.

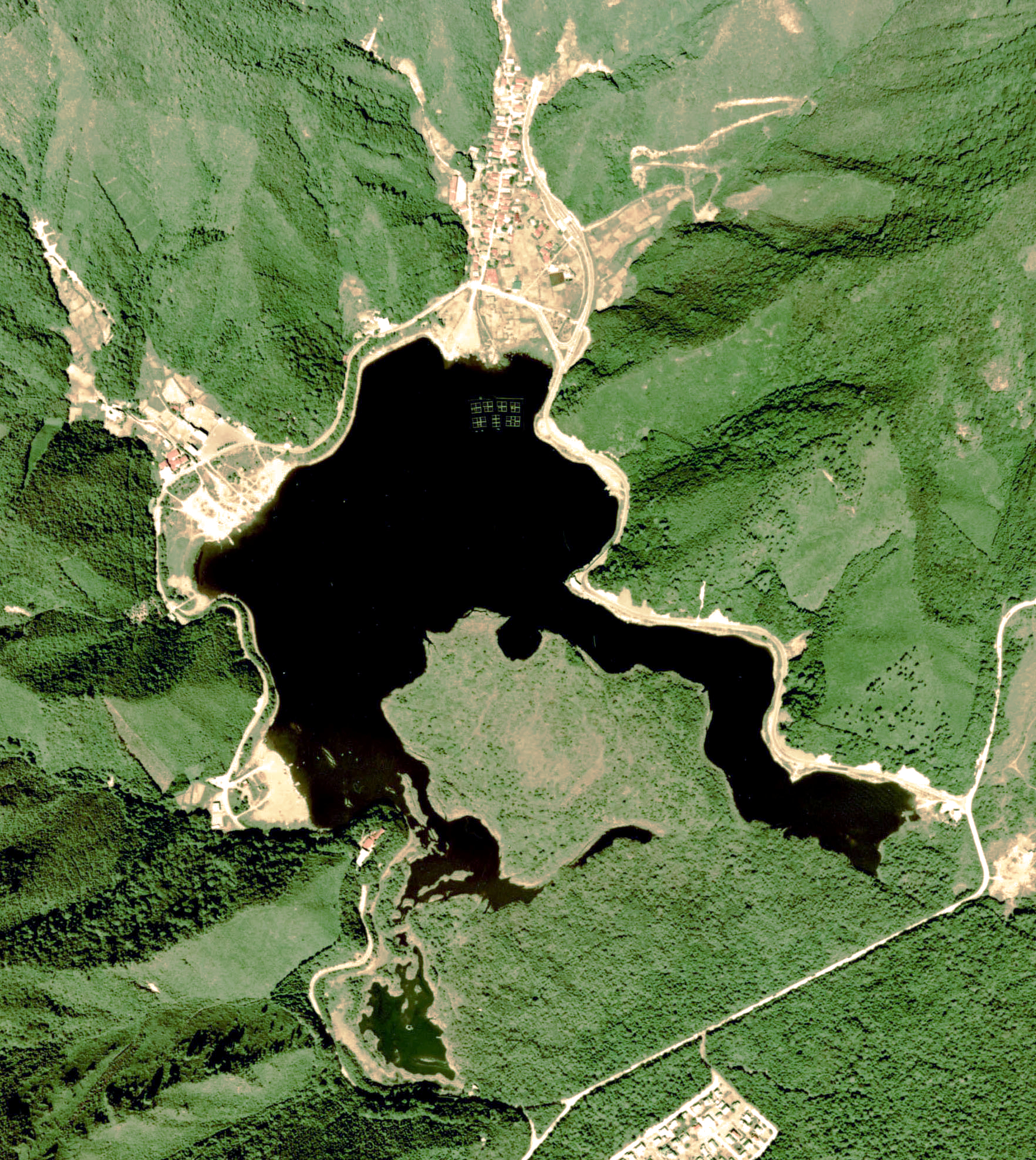
Vista aerea del lago nel 1975